# Sarnen
Sarnen is de hoofdstad van het Zwitserse kanton Obwalden.

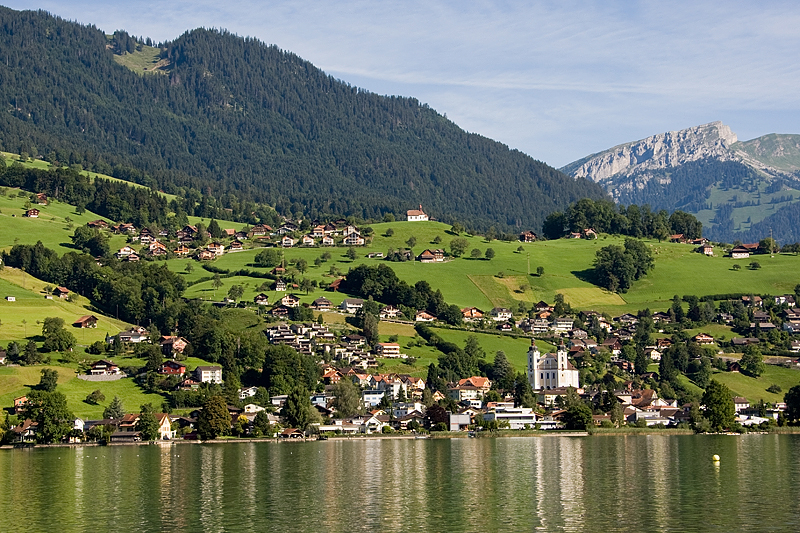
Sarnen

De stad ligt op een hoogte van 473 meter, omvat 7688 hectare (76.88 km², waarvan 376 hectare meer en heeft 9353 inwoners (2004). Het ligt aan het uiteinde van het Meer van Sarnen (Sarnersee), de Sarner Aa stroomt door het stadscentrum. Tot de gemeente Sarnen horen ook de dorpen; Wilen, Stalden ob Sarnen, Ramersberg en Kägiswil.
De stadnaam werd voor het eerst in de literatuur in de 9e eeuw genoemd.
De bezienswaardigheden zijn het barokke raadhuis, de Landenberg, de heksentoren, het vrouwenklooster St. Andreas, de Grundacher-Villa en het historisch museum. Sarnen is bekend voor zijn traditionele muziek.

## Trivia
- In Sarnen wordt het Witte Boek van Sarnen bewaard, een boek dat als oudste bron geldt van enkele stichtingsmythes van Zwitserland.

## Geboren
- Rosalie Küchler-Ming (1882-1946), schrijfster
- Jonas Omlin (1994), voetbaldoelman
- Viola Calligaris (1996), voetbalster

## Overleden
- Rosalie Küchler-Ming (1882-1946), schrijfster